# アサーティブ (特設沿岸掃海艇)
アサーティブ(AMc-65, USS Assertive)はアメリカ海軍で運用されていたアクセンター級掃海艇の一隻で、機雷掃海という危険な任務に従事していた。
1941年4月5日、まだ命名されていなかった木製の掃海艇がメイン州サウスブリストルで起工した。5月17日、ブリストル造船株式会社によってアベンジと命名されたが、5月23日にアサーティブに改名された。アベンジの名はAMc-66に付くことになる。11月19日に進水。翌年2月19日にボストン海軍工廠へ移動し、3月7日に運用が開始された。

## 第二次世界大戦において
海軍機雷戦学校においてシェイクダウン訓練が行われたあと、第三海軍方面軍に配属され、ニューヨーク州からヨーロッパ方面へ向かった。1945年6月中旬、第六海軍方面軍に配属が変わり、サウスカロライナ州チャールストン沖において7月7日まで掃海任務に従事し、その後第三海軍方面軍に配置が戻った。その後チャールストンに戻り、第六海軍方面軍の元艦の無効化がなされた。

## 退役
アサーティブは1945年11月30日に退役し、12月19日には海軍の現役艦リストから除籍された。翌年10月4日にen:United States Maritime Commissionに入り、それと同時に購入者のジョセフ・マカロニに向けチャールストンへ輸送された。

## 参考資料
- この記事はアメリカ合衆国政府の著作物であるDictionary of American Naval Fighting Shipsに由来する文章を含んでいます。 記事はここで閲覧できます。